# Daphne van Domselaar
Daphne van Domselaar, née le 6 mars 2000 à Beverwijk aux Pays-Bas, est une footballeuse internationale néerlandaise. Elle joue à Arsenal FC au poste de gardienne de but.

## Biographie

### En club
À l'âge de 11 ans, Daphne van Domselaar commence à jouer au football au LSVV à Zuid-Scharwoude. Dans l'équipe qu'elle rejoint, les filles jouent sans gardienne attitrée. Lorsque van Domselaar débute en tant que gardienne de but, elle ne quittera plus cette position. L'entraîneur des gardiennes du LSVV remarque qu'elle avait beaucoup appris dans le club de volley-ball d'où elle venait. Van Domselaar joue ensuite pendant quatre ans avec les garçons du LSVV et pendant deux ans avec l'académie des jeunes de Telstar.
Lors de sa deuxième année à Telstar, elle est la gardienne de réserve de l'équipe senior lors du match à l'extérieur contre le PSV le 4 février 2017. Telstar continue sous le nom de VV Alkmaar lors de la saison suivante.
Elle commence sa carrière professionnelle au FC Twente lors de la saison 2017-2018. Au cours des deux premières saisons, elle est gardienne de but remplaçante derrière Nicky Evrard. Elle fait ses débuts en Eredivisie le 22 décembre 2017 lors du match contre Heerenveen, lorsque Evrard reçoit un carton rouge après 20 minutes de jeu. À partir de la saison 2019-2020, van Domselaar est la gardienne de but titulaire du FC Twente.
Son premier entraîneur au FC Twente, Tommy Stroot, la qualifie de "pur talent naturel". Après l'Euro 2022, plusieurs clubs étrangers se sont intéressés à van Domselaar, mais elle décide de rester au FC Twente pour la saison 2022-2023. Elle déclare toutefois qu'elle espère être transférée dans "un très beau club en dehors des Pays-Bas" en 2023. Fin 2022, elle est la seule joueuse d'Eredivisie à figurer dans la liste annuelle des 100 meilleures footballeuses du monde établie par The Guardian.
Le 16 juin 2023, Aston Villa, club de Women's Super League, annonce la signature d'un contrat de trois ans avec la gardienne.

### En équipe nationale
La Néerlandaise est sélectionnée pour la première fois lors d'un match amical contre la Belgique -15 ans le 18 mars 2015. Le Championnat d'Europe des moins de 17 ans 2017 en mai 2017 est son premier grand tournoi. Avec l'équipe néerlandaise, elle atteint les demi-finales. Ses performances au sein de l'équipe néerlandaise des moins de 17 ans attirent l'attention de Tommy Stroot, qui la fait venir au FC Twente à l'été 2017.
Van Domselaar fait ses débuts avec les Pays-Bas lors du Tournoi de France le 19 février 2022 lors d'une victoire 3-0 contre la Finlande. En juillet 2022, elle est retenue parmi les 23 joueuses néerlandaises pour l'Euro 2022 organisé en Angleterre. Lors du premier match de groupe contre la Suède, la gardienne titulaire Sari van Veenendaal se blesse et van Domselaar entre en jeu en tant que remplaçante à la 20e minute. Elle joue tout le reste du tournoi. Lors des quarts de finale, les Pays-Bas sont éliminés par la France.

## Palmarès
- Championne des Pays-Bas en 2019, 2021 et 2022 avec le FC Twente
- Vainqueure de la Coupe des Pays-Bas en 2023 avec le FC Twente
- Vainqueure de la Ligue des Champions en 2025 avec Arsenal Fc